# Thibaut Vallette
Thibaut Vallette (ur. 18 stycznia 1974) – francuski jeździec sportowy. Złoty medalista olimpijski z Rio de Janeiro.
Sukcesy odnosi we Wszechstronnym Konkursie Konia Wierzchowego. Zawody w 2016 były jego pierwszymi igrzyskami olimpijskimi. W Brazylii indywidualnie zajął trzynaste miejsce i zdobył złoty medal w drużynie, tworzyli ją ponadto Karim Laghouag, Astier Nicolas i Mathieu Lemoine. Startował na koniu Qing du Briot. W 2015 był brązowym medalistą mistrzostw Europy indywidualnie i w drużynie.